# 蟹甲草
蟹甲草（学名：Parasenecio forrestii）是菊科蟹甲草属的植物，是中国的特有植物。分布于中国大陆的云南、四川等地，生长于海拔2,300米至3,700米的地区，见于高山栎和冷杉林下，目前尚未由人工引种栽培。

## 异名
- Cacalia forrestii (W. W. Smith et J. Small) Hand.-Mazz.